# Bert Olls
Bert Olls (egentligen, Bert-Olof Olsson), född 12 februari 1923 i Boden, död 13 oktober 2013 i Västerås, var en svensk illustratör och författare. Han skrev under sitt verksamma yrkesliv 62 böcker och fokuserade främst på de utsatta och fattiga och deras yrken. Bert Olls hade förmodligen en av den mest allsidiga kunskapen om hur folk levde förr, hur yrkena hanterades och under vilka villkor folk levde. Bert Olls var sedan 1987 gift med Kristina Li Olls (född Lindberg) som han skrev tre böcker tillsammans med och även hade ett antal utställningar med då båda var aktiva inom bildkonsten.

## Priser och utmärkelser
- 1983 – Dan Andersson-priset